# Kuaile gongchang
Kuaile gongchang è un film docudrama del 2007 ambientato a Geylang, il quartiere a luci rosse di Singapore. Diretto da Ekachai Uekrongtham, il film è stato selezionato per la competizione Un Certain Regard del Festival di Cannes 2007.
Il film è insolito nel cinema del sud-est asiatico per la sua rappresentazione schietta di argomenti tradizionalmente nascosti nella società asiatica, come la prostituzione e le relazioni omosessuali, e per la presenza di un nudo maschile esplicito.

## Trama
Una serie di storie intrecciate tra loro coinvolge "cercatori di piacere e fornitori di piacere" nel corso di una notte a Geylang, il quartiere a luci rosse di Singapore. Ci sono tre storie distinte, unite solo dalla presenza di personaggi di tutte le storie in un ristorante di strada:
- Jonathan, che non ha ancora perso la verginità, viene scortato in giro per Geylang dal suo compagno d'armi, Kiat, che vuole aiutare il suo amico a fare il suo ingresso nell'età adulta. I due uomini visitano vari bordelli, dove i procacciatori elogiano le varie qualità e nazionalità delle loro donne, che provengono dalla Cina, Thailandia, Malesia, Indonesia, India ecc. Alla fine Jonathan sceglie una giovane donna cinese che immagina avvolta in un asciugamano.
- Una ragazza adolescente viene contattata per incontrare in una stanza d'albergo Linda, un'anziana prostituta che sta servendo un uomo anziano e corpulento, che vuole prendere la verginità della giovane. La ragazza viene seguita all'hotel da un giovane di nome Chris. Quando entra nella stanza d'albergo, Chris si siede fuori e aspetta.
- Una donna in abito rosso sale su una decappottabile con un uomo. Più tardi si presenta al ristorante di strada e paga un giovane suonatore ambulante per la sua "canzone speciale". Successivamente, senza fargli terminare la canzone, la donna conduce il giovane nella propria stanza.

## Produzione

### Origini
Secondo le note di produzione del film, Kuaile gongchang è il primo lungometraggio ad essere girato interamente a Geylang, il quartiere a luci rosse di Singapore.

### Casting
I membri più noti del cast sono l'attrice taiwanese Yang Kuei-mei che ha recitato in film come Mangiare bere uomo donna di Ang Lee e Goodbye, Dragon Inn di Tsai Ming-liang, e Ananda Everingham che ha recitato nel film horror thailandese Shutter. Altri attori erano esordienti, trovati tramite casting di strada a Geylang e nei dintorni di Singapore.

## Distribuzione
Il film è stato inserito nella "selezione ufficiale" del programma Un Certain Regard al Festival di Cannes 2007.
Il film è uscito nei cinema thailandesi in distribuzione limitata il 18 ottobre 2007, mentre a Singapore è uscito il 25 ottobre.